# پایگاه هوایی اوپیناکا
پایگاه هوایی اوپیناکا (به انگلیسی: Opinaca Aerodrome) یک فرودگاه خصوصی است که یک باند فرود شن دارد و طول باند آن ۱٬۴۹۸ متر است. این فرودگاه در کشور کانادا قرار دارد و در ارتفاع ۲۱۱ متری از سطح دریا واقع شده است.